# Gare de Tretten
La gare de Tretten est une ancienne gare ferroviaire norvégienne, située dans la commune de Øyer.

## Situation ferroviaire
Située au (PK) 214,35 la gare est à 191 m d'altitude. Elle se trouve entre les gares ouvertes de Hunderfossen et de Ringebu.

## Histoire
La halte a été mise en service le 15 novembre 1894, date à laquelle la section Hamar- Tretten, longue de 88 km, est mise en service. Pendant deux ans, jusqu'au 2 novembre 1896, la gare de Tretten était le terminus de la ligne de Dovre qui était alors appelée Selbanen, Trettenbanen ou encore Gudbrandsdalsbanen.
Depuis 2001 la gare est fermée au trafic passager. Elle sert aujourd'hui d'évitement.

## Accident de Tretten
Le plus grave accident ferroviaire de Norvège s'est produit au nord de la gare le 22 février 1975. Un train de voyageurs en direction  du nord (vers Trondheim) est entré en collision avec un autre train passagers en direction du sud (vers Oslo). Avec 27 morts et 25 blessés, il s'agit du plus lourd bilan d'un accident ferroviaire en temps de paix.